# Кабаре Вольтер
Кабаре Вольтер (фр. Cabaret Voltaire) — место рождения дадаизма, легендарное цюрихское кафе, клуб, место проведения театральных представлений. Находится в Цюрихе на Шпигельгассе. Создано поэтом Хуго Баллем в 1916 году.

## История

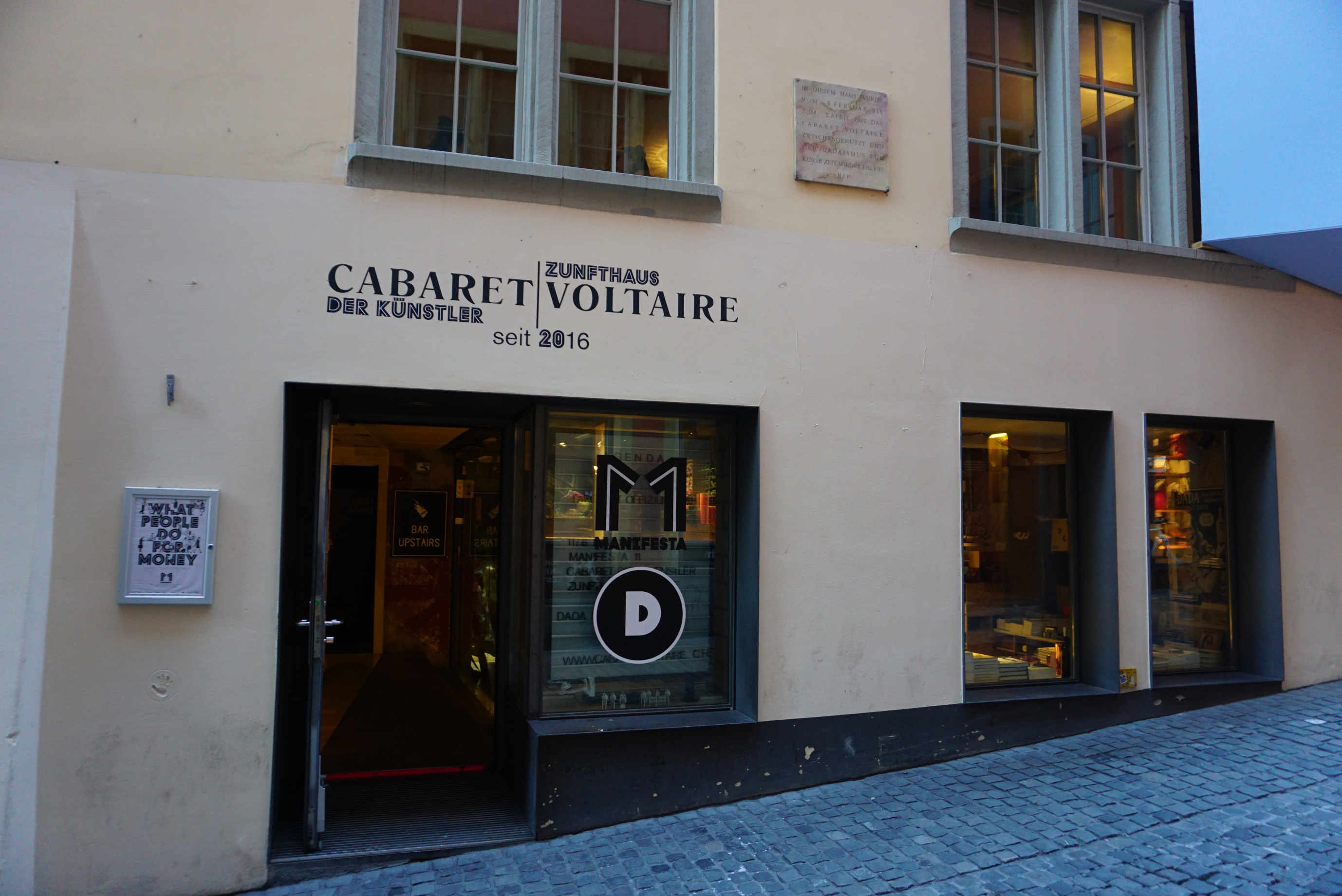
Кабаре Вольтер. 2016 год

Швейцария была нейтральной страной во время Первой мировой войны, поэтому среди многих беженцев, прибывших в Цюрих, были художники со всей Европы. Балль и Хеннингс обратились к Эфраиму Яну, владельцу «Holländische Meierei», где в 1915 году уже находилось первое литературное кабаре Цюриха — «Пантагрюэль». Ян разрешил им использовать подсобное помещение для проведения мероприятий.
Кабаре Вольтер открылось в 1916 году. Стены кабаре украшали произведения Пикассо, Модильяни, Макке, Маринетти и других художников. Основной костяк творческой группы составляли Тристан Тцара, Ханс Арп, Рихард Хюльзенбек, Эмми Хеннингс, Марсель Янко.
В 1916 году Владимир Ильич Ленин частенько захаживал в «Кабаре Вольтер», и даже играл в шахматы с Тристаном Тцарой. Ленин и Крупская, приехав в Цюрих в начале 1916 года, снимали скромную комнату по соседству с кафе, на Шпигельгассе 14, в квартире сапожника Каммерера.

## Кафе «Кабаре Вольтер» сегодня
Кабаре Вольтер продолжает работать в настоящее время. Директор «Кабаре Вольтер» Андриан Ноц активно занимается популяризацией наследия «дадаистов». Например, в сентябре 2011 года в московском центре ArtPlay была проведена выставка «Dada Moscow».